# Ariwara no Narihira

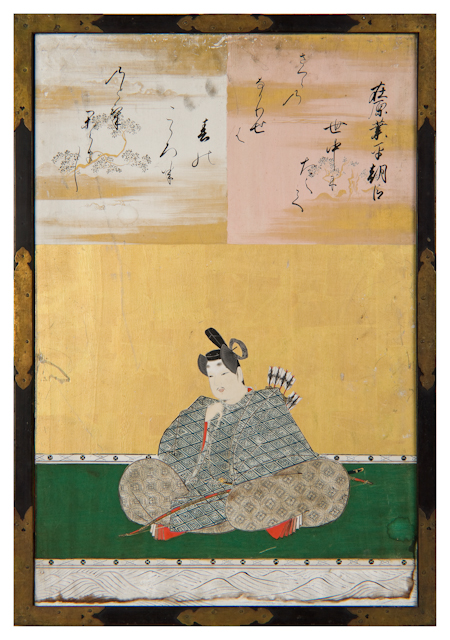
Ariwara no Narihira Asomi, Gemälde von Kanō Tan’yū, 1648

Ariwara no Narihira (jap. 在原 業平; * 825; † 9. Juli 880) war ein japanischer Waka-Dichter und Aristokrat. Er war einer der sechs Waka-Dichter, die in dem in Kana verfassten Vorwort des Kokinshu von Ki no Tsurayuki Erwähnung fanden.
Er wird als Held des Ise Monogatari (Geschichte von Ise) angesehen, der in der Geschichte selbst zwar anonym bleibt, dessen Liebesaffairen aber auf Narihira passen würden. Er ist einer der Sechsunddreißig Unsterblichen der Dichtkunst.

## Leben
Er war der 5. Sohn des Prinzen Abo, eines Sohnes des Kaisers Heizei. Seine Mutter, Prinzessin Ito, war die Tochter des Kaisers Kammu, daher war er mit dem Kaiser Kammu sowohl in der väterlichen als auch der mütterlicher Linie verbunden. Zusammen mit seinen Brüdern wurde er ins zivile Leben entlassen und erhielt einen neuen Clan-Namen, Ariwara.
Obwohl er von der Abstammung her dem höchsten Adel entstammte, war sein politisches Leben, besonders unter der Herrschaft von Kaiser Montoku, nicht bemerkenswert. In diesen 30 Jahren erhielt er keinen höheren Rang bei Hofe. Als Ursache dafür wird ein Skandal angesehen, der ihn und Fujiwara no Takaiko, eine kaiserliche Gemahlin, sowie eine andere hochgestellte Dame betraf. Beide Liebesaffairen wurden im Ise Monogotari erwähnt.
Als Waka-Dichter wurden 30 seiner Waka in das Kokin-wakashū aufgenommen. Traditionell wurde er als Vorbild für den Helden der Ise monogotari angesehen, die viele seiner Waka enthalten. Jedoch sind nicht alle dort enthaltenen Waka sein Werk und einige Episoden können sich so kaum in seinem wirklichen Leben zugetragen haben. Dank einer Referenz im Vorwort des Kokinshu gilt er als einer der Sechs Besten Waka-Poeten.
Er wird traditionell als Verkörperung des beau homme in der japanischen Kultur angesehen. Man glaubt, dass er einer der Männer war, die Murasaki Shikibu inspirierten, als sie Hikaru Genji, den Helden des Genji Monogatari schuf; insbesondere die Aspekte ihrer Geschichte, die die verbotene Liebe zwischen einer hochgestellten Frau und einem Mitglied des Hofes betreffen.